# Stephen Howard
Stephen Christopher Howard (Dallas, Texas; 15 de julio de 1970) es un exjugador de baloncesto profesional estadounidense, que jugó en la National Basketball Association durante cuatro temporadas, de 1992 a 1998.

## Trayectoria deportiva

### Universidad
Howard jugó durante 4 temporadas en la Universidad DePaul con los Blue Demons, en las que promedió 13,4 puntos y 7,0 rebotes por partido.

### Profesional
Comenzó a jugar en la NBA en la temporada temporada 1992-93 para Utah Jazz. En sus dos primeras temporadas en Utah no gozaría de muchos minutos de juego, 2.1 y 3.4 minutos por partido respectivamente, anotando en torno a los 5.6 puntos por partido. Trasno cuplir expectativas en la NBA, se fue a jugar a Europa, haciéndolo durante dos temporadas en la Liga Italiana y en la francesa. La temporada siguiente la comenzaría en San Antonio Spurs donde gozaría de más minutos por partido (9.9), jugados 7 partidos volvió a Utah donde disputaría las Finales de la 1997 siendo derrotados por Chicago Bulls.
Su última temporada en la liga profesional norteamericana la pasaría en Seattle Supersonics donde sólo jugaría 13 partidos antes de recorrerse medio mundo participando en ligas tan dispares como la liga turca, la de Puerto Rico, la Liga ACB, donde jugó en el Unicaja de Málaga y en el Gijón Baloncesto, o la liga de Arabia Saudita.

## Estadísticas de su carrera en la NBA

### Temporada regular
| Temporada | Edad | Equipo              | Liga | P   | TIT | MIN | TC  | TCA | %TC  | 3P  | 3PA | %3P | TL  | TLA | %TL  | R.OF. | R.DEF. | REB | ASIS | ROB | TAP | PER | FP  | PTS |
| 1992-93   | 22   | Utah Jazz           | NBA  | 49  | 0   | 5.3 | 0.7 | 1.9 | .376 | 0.0 | 0.0 |     | 0.7 | 1.1 | .642 | 0.5   | 0.7    | 1.2 | 0.2  | 0.3 | 0.2 | 0.5 | 1.2 | 2.1 |
| 1993-94   | 23   | Utah Jazz           | NBA  | 9   | 0   | 5.9 | 1.1 | 1.9 | .588 | 0.0 | 0.0 |     | 1.2 | 1.8 | .688 | 1.1   | 0.7    | 1.8 | 0.1  | 0.1 | 0.3 | 0.7 | 1.4 | 3.4 |
| 1996-97   | 26   | TOTAL               | NBA  | 49  | 0   | 8.5 | 1.3 | 2.2 | .574 | 0.0 | 0.0 |     | 1.1 | 1.7 | .642 | 0.6   | 1.1    | 1.7 | 0.2  | 0.4 | 0.2 | 0.5 | 1.3 | 3.6 |
| 1996-97   | 26   | San Antonio Spurs   | NBA  | 7   | 0   | 9.9 | 1.0 | 1.7 | .583 | 0.0 | 0.0 |     | 1.7 | 2.0 | .857 | 0.6   | 0.7    | 1.3 | 0.1  | 1.1 | 0.3 | 0.7 | 1.0 | 3.7 |
| 1996-97   | 26   | Utah Jazz           | NBA  | 42  | 0   | 8.3 | 1.3 | 2.3 | .573 | 0.0 | 0.0 |     | 1.0 | 1.6 | .597 | 0.6   | 1.2    | 1.8 | 0.2  | 0.3 | 0.2 | 0.5 | 1.3 | 3.6 |
| 1997-98   | 27   | Seattle SuperSonics | NBA  | 13  | 0   | 4.1 | 0.6 | 1.6 | .381 | 0.0 | 0.0 |     | 0.7 | 1.4 | .500 | 0.5   | 0.5    | 0.9 | 0.2  | 0.2 | 0.1 | 0.5 | 1.0 | 1.9 |
| Total     |      |                     | NBA  | 120 | 0   | 6.5 | 1.0 | 2.0 | .481 | 0.0 | 0.0 |     | 0.9 | 1.4 | .631 | 0.6   | 0.9    | 1.4 | 0.2  | 0.3 | 0.2 | 0.5 | 1.2 | 2.8 |

### Playoffs
| Temporada | Edad | Equipo    | Liga | P  | MIN | TCA | TC | 3PA | 3P | TLA | TL | R.OF. | REB | ASIS | ROB | TAP | PER | FP | PTS | %TC  | %3P | %FT  | MIN | PTS | REB | AST |
| 1993-94   | 23   | Utah Jazz | NBA  | 10 | 27  | 3   | 11 | 0   | 0  | 8   | 11 | 3     | 10  | 0    | 0   | 0   | 2   | 11 | 14  | .273 |     | .727 | 2.7 | 1.4 | 1.0 | 0.0 |
| 1996-97   | 26   | Utah Jazz | NBA  | 5  | 13  | 3   | 6  | 0   | 0  | 3   | 4  | 0     | 1   | 0    | 1   | 0   | 0   | 2  | 9   | .500 |     | .750 | 2.6 | 1.8 | 0.2 | 0.0 |
| Total     |      |           | NBA  | 15 | 40  | 6   | 17 | 0   | 0  | 11  | 15 | 3     | 11  | 0    | 1   | 0   | 2   | 13 | 23  | .353 |     | .733 | 2.7 | 1.5 | 0.7 | 0.0 |